# 尚登 (加利福尼亞州)
尚登（英語：Shandon）是位於美國加利福尼亞州聖路易斯-奧比斯保縣的一個人口普查指定地區。

## 地理
尚登的座標為35°39′22″N 120°22′44″W / 35.65611°N 120.37889°W，而該地最高點為海拔高度317米（即1040英尺）。

## 人口
根據2010年美國人口普查的數據，尚登的面積為7.742平方千米，當中陸地面積為7.730平方千米，而水域面積為0.012平方千米。當地共有人口1295人，而人口密度為每平方千米167人。